# Big Delta
Big Delta és una concentració de població designada pel cens dels Estats Units a l'estat d'Alaska. Segons el cens del 2000 tenia 749 habitants.

## Demografia
Segons el cens del 2000, Big Delta tenia 749 habitants, 165 habitatges, i 117 famílies La densitat de població era de 5,2 habitants/km².
Dels 165 habitatges en un 39,4% hi vivien nens de menys de 18 anys, en un 61,2% hi vivien parelles casades, en un 6,7% dones solteres, i en un 28,5% no eren unitats familiars. En el 21,8% dels habitatges hi vivien persones soles el 7,3% de les quals corresponia a persones de 65 anys o més que vivien soles. El nombre mitjà de persones vivint en cada habitatge era de 3,18 i el nombre mitjà de persones que vivien en cada família era de 3,9.
Per edats la població es repartia de la següent manera: un 36,3% tenia menys de 18 anys, un 10,1% entre 18 i 24, un 23,5% entre 25 i 44, un 24% de 45 a 60 i un 6% 65 anys o més.
L'edat mediana era de 29 anys. Per cada 100 dones hi havia 92,5 homes. Per cada 100 dones de 18 o més anys hi havia 96,3 homes.
La renda mediana per habitatge era de 49.000 $ i la renda mediana per família de 53.125 $. Els homes tenien una renda mediana de 32.250 $ mentre que les dones 37.708 $. La renda per capita de la població era de 14.803 $. Aproximadament el 7,9% de les famílies i el 30% de la població estaven per davall del llindar de pobresa.

## Poblacions més properes
El següent diagrama mostra les poblacions més properes.